# Sky Blue Sky
Sky Blue Sky je šesti studijski album američkog alt-rock sastava Wilco, objavljen 15. svibnja 2007. u izdanju Nonesuch Recordsa. Najavljen je 17. siječnja 2007. na koncertu u Nashvilleu te je prvi studijski album sastava s gitaristom Nelsom Clineom i multiinstrumentalistom Patom Sansoneom. Prije objavljivanja sastav ga je u cijelosti pustio na svoju internetsku stranicu i ponudio besplatno preuzimanje pjesme "What Light".
Sky Blue Sky bio je drugi najbolji plasirani album Wilca na listi Billboard 200, na četvrtoj poziciji. Nastao u vlastitoj produkciji, album je zaradio uglavnom pozitivne recenzije. Publikacije kao što su PopMatters i Rolling Stone hvalili su njegovu zrelost, dok su PlayLouder i Pitchfork Media kritizirali njegov "dad-rock" zvuk. Iako su neki kritičari hvalili izravan stihovni pristup, drugi su ga kritizirali dok su ga uspoređivali s prethodnim albumima sastava. Sastav je dao dozvolu da se šest pjesama sa snimanja Sky Blue Sky koristi u Volkswagenovoj reklamnoj kampanji, što je izazvalo kritike obožavatelja i medija.

## Produkcija
U travnju 2006. Wilco je još uvijek bio na turneji na kojoj su promovirali svoj posljednji album, A Ghost Is Born, koji je objavljen 2004. Sastav je tijekom tog dijela turneje izveo nekoliko novih pjesama, između ostalih i "Walken", "Either Way" i "On and On and On". Sljedećeg mjeseca bubnjar Glenn Kotche spomenuo je u razgovoru za Pitchfork Media da će te nove pjesme biti snimljene kao demo za novi album. Tijekom samostalnog koncerta 17. siječnja 2007., Jeff Tweedy je najavio da će sastav 15. svibnja 2007. objaviti šesti studijski album u izdanju Nonesuch Recordsa. Album je nazvan Sky Blue Sky, referenca na Tweedyjevu uspomenu iz djetinjstva, na paradu na Memorial Day u Bellevilleu. Vratio se kući s obitelji iz St. Louisa, ali nije mogao doći do obiteljskog doma jer je parada blokirala glavnu ulicu. To je navelo Tweedyja da razmisli o svojoj budućnosti u gradu: znao je da će morati otići kad odraste jer je grad bio premalen.
Album je snimio TJ Doherty u The Loftu, studiju sastava u Irving Parku u Chicagu, gdje je Tweedy snimio Born Again in the USA s Loose Furom i veći dio Wilcova Yankee Hotel Foxtrota. U intervjuu za Billboard sastav je otkrio da će album biti manje eksperimentalan u odnosu na prethodna dva i više pod utjecajem Beatlesa, Beach Boysa i Rolling Stonesa. Usto, za razliku od prethodnih albuma, Jim O'Rourke bio je vrlo malo povezan s produkcijom albuma, koji je nastao uz vrlo malo montaže zvuka.

### Kompozicija
Sastav je na ovom albumu pokušao biti izravniji nego na prethodna dva, što je rezultiralo mekšim zvukom. Tweedy je stihovnu izravnost pripisao slušanju The Byrdsa i Fairport Conventiona tijekom snimanja albuma.
Mnoge od pjesama s albuma snimljene su u jednom danu, a sastav je konsenzusom odlučivao kako bi svaka pjesma trebala zvučati. Snimljeno je 18 pjesama, a njih 12 je odabrano za uvrštavanje na album. Probna snimka "Let's Not Get Carried Away" nije uključena među pjesme koje su ponuđene za preuzimanje na iTunesu, a verzija "The Thanks I Get" s cijelim sastavom objavljena je na MySpace stranici Wilca. Neki albumi koji su otpremljeni u nezavisne glazbene trgovine uključivale su EP s pjesmom "One True Vine" i koncertnom verzijom "Theologians" snimljenom u The Vic Theateru u Chicagu. Objavljeno je i deluxe izdanje Sky Blue Sky, u kojem se još nalazio DVD s osam koncertnih izvedbi iz Wilco Lofta.
Za razliku od prethodnih albuma Wilca, Sky Blue Sky je karakterističan po Tweedyjevoj suradnji s ostalim članovima na pisanju pjesama. Zbog toga su se na albumu pojavile razne teme (Tweedy je na A Ghost Is Born bio jedini autor pjesama, koristio se Pro Toolsom i nakon toga prezentirao pjesme sastavu). Naslovna pjesma odnosi se na Tweedyjeve brige iz djetinjstva u malom mjestu, dok je "On and On and On" oda iskustvima Tweedyjeva oca nakon smrti Tweedyjeve majke. Međutim, nije svaka pjesma imala tako ozbiljnu temu — "Hate It Here" na prilično humoran način opisuje muškarca koji nakon prekida s djevojkom pokušava ispuniti vrijeme raznim kućanskim poslovima.
Sky Blue Sky bio je prvi studijski album sastava na kojem je radila proširena postava koja se prvi put pojavila na Kicking Television: Live in Chicago. Gitarist Jeff Tweedy bio je glavni pjevač, dok je basist John Stirratt, uz Tweedyja jedini originalni član sastava, bio vokalna potpora. Glenn Kotche svirao je bubnjeve, a Mikael Jorgensen nekoliko instrumenata s tipkama. Novi članovi sastava u odnosu na prethodni studijski album bili su prvi gitarist Nels Cline i multiinstrumentalist Pat Sansone. Na albumu su svirali i violistica Karen Waltuch i multiinstrumentalist Jim O'Rourke. Miksao ga je Jim Scott u PLYRZ Studios u Santa Clari.

### Omot
Omot Sky Blue Sky je fotografija Manuela Prestija nazvana "Sky Chase". Nastala je u Rimu, a Prestiju je 2005. donijela nagradu u natječaju za Najboljeg fotografa divljine. Ista fotografija nalazi se na srpanjskom izdanju National Geographica iz 2007. Nathaniel Murphy bio je autor nekoliko ilustracija na omotu. Knjižica sadrži i fotografije članova sastava koje potpisuje Frank Ockenfels. Za grafički dizajn pobrinuli su se Jeff Tweedy i Lawrence Azerrad.

## Marketing i promocija
3. ožujka 2007. službena stranica Wilca ugostila je "slušateljsku zabavu" Sky Blue Sky, odnosno album je u cijelosti objavljen za preslušavanje. Dva dana kasnije, pjesma "What Light" postala je dostupna za besplatno preuzimanje na službenoj stranici sastava te je objavljena za preslušavanje na službenoj MySpace stranici sastava. 11. ožujka 2007. cijeli je album ponovno objavljen za preslušavanje na službenoj stranici. "The Thanks I Get", pjesma nastala tijekom snimanja Sky Blue Sky koja nije uključena na album, postala je dostupna za besplatno preuzimanje kupcima albuma. Tijekom europskog dijela promotivne turneje, Wilco je u cijenu albuma uključio i EP s pet pjesama. EP je sadržavao pjesme "The Thanks I Get", "One True Vine", "Let's Not Get Carried Away" i koncertne verzije "Impossible Germany" i "Hate It Here". EP je bio dostupan i za besplatno preuzimanje na internetu, ali samo kupcima albuma.
Frustriran slabim radijskim emitiranjem prethodnih albuma, sastav se odlučio na televizijsko oglašavanje. Wilco je ranije dopuštao korištenje pjesama u reklamama Telefónica Moviles, a Jeff Tweedy pojavio se u nizu reklama Apple Computera. U svibnju 2007. Volkswagen je počeo emitirati reklame s pjesmom "You Are My Face" i bonus pjesmom "The Thanks I Get". Sastav je na svojoj stranici komentirao da nemaju ništa protiv te da nekoliko članova vozi Volkswagenove modele. Sastav je za kampanju licencirao šest pjesama. Taj potez je izazvao kritike i kod obožavatelja i u medijima.
Nakon izdanja albuma uslijedila je promotivna turneja. Sastav je 25. svibnja 2007. izveo "Sky Blue Sky" i "You Are My Face" u emisiji Later... with Jools Holland, a sljedećeg je dana intervjuiran u The Dermot O'Leary Showu. Od 13. lipnja 2007. Wilco je odsvirao 14 koncerata u Sjevernoj Americi. Nakon toga sastav je odlučio nastaviti s koncertima u Norveškoj, Danskoj, Švicarskoj, Ujedinjenom Kraljevstvu, Belgiji, Italiji i Španjolskoj, nakon čega su se vratili u Sjevernu Ameriku za još nekoliko koncerata.

## Izdanje i prijem
Nonesuch je objavio album 15. svibnja 2007. Debitirao je na četvrtoj poziciji liste Billboard 200, prodavši se u 87.000 primjeraka u SAD-u u prvom tjednu. Sky Blue Sky ostvario je uspjeh i u inozemstvu, zauzevši 7. poziciju u Norveškoj, 21. u Belgiji, 23. u Australiji i Irskoj, 26. u Švedskoj, 32. u Novom Zelandu, 36. u Njemačkoj te 39. u Ujedinjenom Kraljevstvu.
Prijem albuma po objavljivanju bio je šarolik. Rob Sheffield iz Rolling Stonea u svojoj se recenziji pitao je li Wilco ikad napisao tako dobru pjesmu kao što je "Impossible Germany". Michael Metivier s PopMattersa komentirao je da je album, iako mu je trebalo dugo da ga shvati, prepun "izvanredno prelijepih melodija i izvedbi". Kritičar Allmusica Mark Deming nazvao ga je "najjačim albumom Wilca kao ansambla do danas" te primijetio kako je povratak roots rock glazbi nova svježa metoda za sastav.
Međutim, nisu sve publikacije s odobravanjem dočekale zaokret u stilu koji je došao sa Sky Blue Sky. Uredniku Stylus Magazinea Ianu Cohenu nije se sviđalo to što album nije probio četvrti zid te je izrazio zabrinutost zbog razlika u odnosu na Kicking Television: Live in Chicago. Ted Grant s PlayLouder nazvao je album album "najbljutavijim i kreativno najneinspirativnijim albumom njihove karijere". Kritičar Pitchfork Media Rob Mitchum ustvrdio je da je "Tweedy izabrao krive glazbenike za izražavanje svojeg raspoloženja".
Kritičari su stihove smatrali pomalo eksperimentalnim, ali izravnijim nego na prethodnim albumima Wilca. Michael Metevier s PopMattersa napisao je kako su stihovi "među najdirljivijim i najmanje nezgrapni" u karijeri sastava, iako je bio zabrinut kako bi nekim obožavateljima Wilca mogli biti tupi. Rob Sheffield napisao je da su mu stihovi svidjeli, za razliku od onih na prijašnjim albumima. Brandon Kreitler iz Dusted Magazinea smatrao je kako se stihovi čine kao Tweedyjeva ograničena ispovijed, dok je Doug Freeman iz The Austin Chroniclea suradnju na pisanju tekstova opisao kao nepostojanu "fatalističku podvojenost".
Album je na 50. dodjeli Grammyja bio nominiran za najbolji rock album. Uvršten je na 12. poziciju u kritičarskom izboru Pazz and Jop za 2008. Završio je na 42. mjestu 50 najboljih albuma 2007. u izboru Rolling Stonea, a pjesma "Impossible Germany" na 71. mjestu u izboru 100 najboljih pjesama 2007. u izboru istog časopisa. WXPN je proglasio "Impossible Germany" najboljom pjesmom 2007., a album izdanjem godine. Sky Blue Sky proglašen je jednim od deset najboljih u protekloj godini u izboru Billboarda, Paste Magazinea, Uncut Magazinea, Delusions of Adequacy i The Onion A.V. Cluba.

## Popis pjesama
| Br. | Skladba                        | Autor                                                         | Trajanje |
| --- | ------------------------------ | ------------------------------------------------------------- | -------- |
| 1.  | »Either Way«                   | Tweedy                                                        | 3:05     |
| 2.  | »You Are My Face«              | Tweedy, Cline                                                 | 4:38     |
| 3.  | »Impossible Germany«           | Tweedy, Cline, Jorgensen, Kotche, O'Rourke, Sansone, Stirratt | 5:57     |
| 4.  | »Sky Blue Sky«                 | Tweedy                                                        | 3:23     |
| 5.  | »Side with the Seeds«          | Tweedy, Jorgensen                                             | 4:15     |
| 6.  | »Shake It Off«                 | Tweedy                                                        | 5:40     |
| 7.  | »Please Be Patient with Me«    | Tweedy                                                        | 3:17     |
| 8.  | »Hate It Here«                 | Tweedy, Cline, Jorgensen, Kotche, O'Rourke, Sansone, Stirratt | 4:31     |
| 9.  | »Leave Me (Like You Found Me)« | Tweedy                                                        | 4:09     |
| 10. | »Walken«                       | Tweedy, Cline, Jorgensen, Kotche, O'Rourke, Sansone, Stirratt | 4:26     |
| 11. | »What Light«                   | Tweedy                                                        | 3:35     |
| 12. | »On and On and On«             | Tweedy, Cline, Jorgensen, Kotche, O'Rourke, Sansone, Stirratt | 4:00     |

## Osoblje
Glazbenici
- Jeff Tweedy - vokali, gitara, grafički dizajn
- Nels Cline – električna gitara, gitara, lap steel gitara
- Mikael Jorgensen - klavir, orgulje
- Glenn Kotche - bubnjevi, udaraljke, glockenspiel
- Jim O'Rourke - feedback, udaraljke, akustična gitara, gudački aranžmani
- Pat Sansone - orgulje, gitara, čembalo, prateći vokali
- John Stirratt – bas-gitara, prateći vokali
- Karen Waltuch – viola, violina

Produkcija
- Lawrence Azerrad - grafički dizajn
- TJ Doherty - snimatelj
- Robert Ludwig - mastering
- Nathaniel Murphy - ilustracije
- Frack Ockenfels - fotografija
- Manuel Presti - fotografija na omotu
- Jim Scott - mikser
- Jason Tobias, Tom Gloady, Kevin Dean - pomoćni inženjeri zvuka